# Poronkäristys
Le poronkäristys est une recette traditionnelle de la cuisine finlandaise, un ragoût de viande de renne. Il est traditionnellement servi avec de la purée de pommes de terre et des airelles ou des canneberges, la confiture d'airelles est également couramment servie avec.